# Gwen Stacy
Gwendolyn Maxine Stacy é uma personagem das histórias em quadrinhos da Marvel Comics, tendo sido namorada de Peter Parker, o Homem-Aranha. Criação de Stan Lee e Steve Ditko, ela apareceu pela primeira vez em The Amazing Spider-Man #31 (Dezembro de 1965). Foi morta pelo Duende Verde em The Amazing Spider-Man #121 (junho de 1973). Ela foi a segunda namorada de Peter, depois de Betty Brant, e o primeiro grande amor de sua vida, antes de sua eventual esposa Mary Jane Watson.

## História
Gwen Stacy foi retratada primeiramente como a garota mais bonita da universidade, uma jovem imatura e bastante confusa com seus sentimentos para com relação ao jovem Peter Parker. Ela sempre buscou todos os motivos para odiá-lo e sempre procurava implicar com ele, mas essa atitude escondia um forte sentimento que a jovem sentia pelo rapaz. Sem ela saber ele sentia o mesmo, mas afastava esses pensamentos por pensar que alguém tão diferente dele seria inalcançável. Ela, a mais bela e popular, e ele, só um nerd antissocial. Quando Peter se tornou amigo de Harry Osborn e passou a conviver no seu círculo de amigos, ele se aproximou de Gwen e a atração entre os dois foi ficando cada vez maior.
Um Peter Parker mais amadurecido olhou Gwen com outros olhos, como se a visse primeira vez. Foram ficando cada vez amigos e descobriram que tinham grandes afinidades. Um dos momentos mais marcantes foi quando Peter deu uma carona para ela na garupa de sua moto.
Porém sempre acontecia algo que fazia com que Peter desviasse a atenção de Gwen para outro assunto, geralmente envolvendo sua atribulada vida como super-herói. Gwen, por sua vez, como uma jovem da sua idade, não ficava sofrendo por isso. Nunca deixou de sair com seus amigos e se divertir, mas no fundo jamais deixou de pensar em Peter, embora parecesse que quanto mais eles se aproximavam emocionalmente, mais se afastassem fisicamente. Quis o destino, no entanto, que essa mesma vida de super-herói o aproximasse do Capitão de Polícia George Stacy, pai de Gwen (ela já havia perdido a mãe), que se tornou um dos seus maiores amigos, sempre o aconselhando, e chegando a suprir a ausência paterna que Peter tinha desde a morte do Tio Ben. George foi um amigo tão incrível que, em algum momento, chegou a descobrir que Peter era o Homem-Aranha e jamais revelou esse segredo. E nem mesmo quando o herói finalmente começou a namorar sua filha, nunca pôs impedimento ao romance. Aliás, o relacionamento entre Peter e Gwen foi sempre cercado de fortes emoções.
Ela tinha muitos ciúmes de Mary Jane e ele de Flash Thompson, velho rival de Peter desde os tempos do colégio, que sempre se declarou apaixonado por Gwen. Ainda assim o maior inimigo do romance foi mesmo a diferença social entre eles, já que Gwen era de uma classe social relativamente alta e Peter levava uma vida humilde, estudando e trabalhando para sustentar a si e a tia doente. Ele se atormentava por exemplo por Gwen ter que andar de ônibus quando o acompanhava porque ele não tinha dinheiro para pagar um táxi. Em certa ocasião, delirante de febre, Peter quase roubou um colar de uma joalheria para dar de presente à namorada, mas se conteve a tempo. Porém, os delírios da febre o fizeram se desmascarar revelando sua identidade secreta em plena festa de aniversário da namorada. Felizmente, ele conseguiu contornar a situação mais tarde e aparentemente ninguém acreditou que ele fosse o Homem-Aranha. Mesmo assim Gwen demonstrou nessa ocasião que ficaria a lado dele fosse ele o que fosse. O amor de Gwen por Peter foi tão intenso que ela sempre ignorou a barreira social que os separava. Certa vez disse a ele: "Não tem lugar no mundo melhor do que esse parque. Nada é melhor do que ficar aqui com você."
Stan Lee, criador dos personagens, transformou Gwen numa espécie de porto seguro na tumultuada vida do herói, antes tão solitário e atormentado. A simples presença dela era um bálsamo e um consolo nos momentos de aflição, sem esquecer que ela sempre o defendia, como quando esbofeteou um colega da faculdade que chamou Peter de covarde.
Stan e os demais autores os retrataram como um casal bastante natural e completamente apaixonado, com cenas de cotidiano, como Gwen cuidando de Peter quando ele estava doente, ou os dois saindo para jantar fora ou dançar. O relacionamento também passou por grandes provações como a morte de George Stacy em meio a luta do Aranha com o Doutor Octopus. Antes de morrer George contou a Peter que sabia quem ele era e o fez prometer que cuidaria de Gwen, pois ela o amava demais. Apesar de ter passado pouco tempo com ele, George Stacy foi um exemplo e uma pessoa muito importante para Peter. Infelizmente Gwen passou a culpar o Homem-Aranha pela tragédia, o que deixou Peter mais dividido do que nunca entre suas duas identidades. Gwen sentiu que Peter se afastou quando ela mais precisava e, por julgar que ele não a amava mais, decidiu ir morar com os tios na Inglaterra.
No dia da viagem Peter tentou desesperadamente detê-la, mas teve que resgatar Tia May das mãos do vilão Escaravelho (Besouro). Ele venceu a luta, mas se atrasou e chegou no aeroporto apenas a ponto de ver o avião decolando e de gritar inutilmente o nome da amada. Na edição seguinte o herói atravessou o oceano e foi a Londres tentar encontrá-la, mas teve que agir como Homem-Aranha e preferiu voltar sem que ela o visse, pois tinha medo que ela imaginasse que ele era o Homem-Aranha. Amargurado, Peter começou a pensar em como seria sua vida sem ela. Gwen, porém, sentiu uma saudade tão forte que regressou, tendo um reencontro emocionante e inesperado com Peter.
E mais uma vez foi um consolo no meio de uma grande agitação já que ele estava as voltas com os problemas de seu melhor amigo, Harry, com drogas, e com os planos cada vez mais insanos do Duende Verde. O Duende era na verdade Norman Osborn, o pai de Harry, embora a maior parte do tempo não tivesse recordações de sua vida de supervilão. No entanto, sempre que recobrava a memória voltava mais perigoso, pois conhecia a identidade secreta do Homem-Aranha e, sabia como ferir Peter mais do que ninguém. Refletindo, podemos imaginar que, se Gwen não tivesse voltado para o seu grande amor, poderia estar viva até hoje com uma vida completamente diferente.
A partir do retorno de Gwen a relação deles foi ficando cada vez mais séria, com planos constantes de casamento, o que assustava os editores da Marvel que temiam que isso envelhecesse o herói e este perdesse a identificação do público. Mas era inegável o amadurecimento crescente de ambos, com Peter preocupado em arranjar um emprego fixo e até tentando criar uma fórmula para se livrar dos poderes (e conseguindo apenas ficar com seis braços!). Numa dessas tentativas de juntarem dinheiro para casar J. Jonah Jameson os convenceu a irem consigo à recém-descoberta Terra Selvagem colaborando como uma forma de promover seu jornal. Lá Gwen foi raptada pela gigantesca criatura Gog e levada ao encontro de Kraven, O Caçador. É revelado então que Gog era um ser alienígena cuja nave caíra ali e que fora manipulado por Kraven para destronar Ka-Zar, o senhor da Terra Selvagem, e tomar-lhe o controle da mesma. Nessa ocasião a ideia de Kraven era tornar Gwen sua rainha. Mas ela é salva pelo Homem-Aranha com ajuda de Ka-Zar.
Gwen, assim como Peter, também demonstrava uma grande evolução como personagem, passando longe da menina mimada e arrogante das suas primeiras aparições, seja deixando claro a Flash que nunca trairia Peter ou dizendo a Tia May, de maneira até rude, que seu sobrinho já tinha crescido e se tornado um homem. O homem que ela amava e por quem seria capaz de dar a vida… e de certa forma deu…

### A morte de Gwen
Gwen era filha do capitão da Polícia de Nova York George Stacy. Morreu ao ser atacada pelo Duende Verde original (Norman Osborn), que a jogou do alto da ponte referida na história como George Washington (embora o desenho seja da ponte do Brooklyn) em Nova York. A moça teve o pescoço quebrado causado quando da tentativa desesperada do Homem-Aranha de segurá-la com a teia (essa versão depois foi recontada e se sugeriu que quando fora jogada já estava morta, para diminuir a culpa do Aranha no acidente). Logo a seguir o vilão morreu ao ser atingido pelo seu planador. (Como contado no filme do Homem-Aranha de 2002, sem o final trágico da garota e mudando-a para Mary Jane, mais conhecida atualmente graças aos desenhos do herói). No filme The Amazing Spider-Man 2 (filme), o destino de Gwen que havia sido restabelecida como namorada do herói no filme anterior, é novamente recontado. No filme O Duende Verde (Harry Osborn) joga Gwen de uma torre do relógio e O Homem Aranha não consegue salvá-la e ela tem o mesmo destino dos quadrinhos.
Anos depois Norman Osborn reapareceu vivo, mas Gwen havia realmente morrido.

### O Clone de Gwen
O inimigo do Homem-Aranha conhecido como Chacal (disfarce do professor Warren) clonou Gwen mais de uma vez. Ele se apaixonou pela moça quando lhe dava aulas, e ao recolher o sangue dos alunos para suas experiências, além de clonar Gwen descobriu os poderes de Peter Parker. Quando Gwen morreu, o professor culpou o Homem-Aranha pela morte da garota e buscou se vingar, criando uma série de clones para atacá-lo, mas que viriam a morrer na mega série de histórias conhecidas por "A Saga do Clone:".

### A traição de Gwen
Nas histórias atuais, foi recontado o período em que Gwen viajou para a Europa, logo após a morte de seu pai que ocorreu durante uma luta entre o Homem-Aranha e o Doutor Octopus. Ela voltaria para a América, quando Peter Parker foi ao seu encontro e a convenceu a reatar o namoro.
Segundo a nova versão, a loira teria fugido de Peter Parker porque estaria grávida de Norman Osborn e teve um casal de bebês na França na época em que esteve na Europa. O Duende a matou porque não queria que ninguém soubesse desse fato. Seu filho se tornaria o vilão Duende Cinza, que cresceu a uma velocidade anormal. Quando Gwen morreu ela já teria 2 (dois) filhos, portanto, sem o conhecimento de Peter.
O autor J. Michael Straczynski já declarou que a história original sofreu interferência do editor da Marvel, Joe Quesada. De acordo com o escritor, a sua concepção a princípio era que os filhos fossem de Peter.
Uma observação é que quando Gwen estava na Europa, ela estava com os tios na Inglaterra. Esse erro da Marvel gerou uma certa irritação mediante os fãs de Gwen. Com o pacto de Peter com Mephisto, os gêmeos passaram a nunca existir e a traição de Gwen nunca ocorrer.

### Homem-Aranha Azul
Homem-Aranha Azul foi uma minissérie lançada entre os anos de 2002 e 2003 que conta um dia dos namorados na vida de Peter. Nesse dia, Peter acha um velho gravador do Tio Ben e usa este para falar sobre memórias de seu passado com Gwen, como a foi conhecendo e se aproximando dela além de contar o que estava ocorrendo na vida do próprio Peter Parker e do Aranha durante aqueles tempos. Uma das cenas finais mostra como Gwen pediu Peter em namoro e o primeiro beijo do casal. Assim, Peter percebe que Mary Jane esteve grande parte do tempo ouvindo ele falando com o gravador e ao invés de chatear-se com Peter, o entende e diz para ele mandar um "Oi" para Gwen e também dizer que sente muita falta dela. Com roteiro de Jeph Loeb e ilustrada por Tim Sale é considerada uma das melhores e mais comoventes histórias do Aranha.

## Outras versões

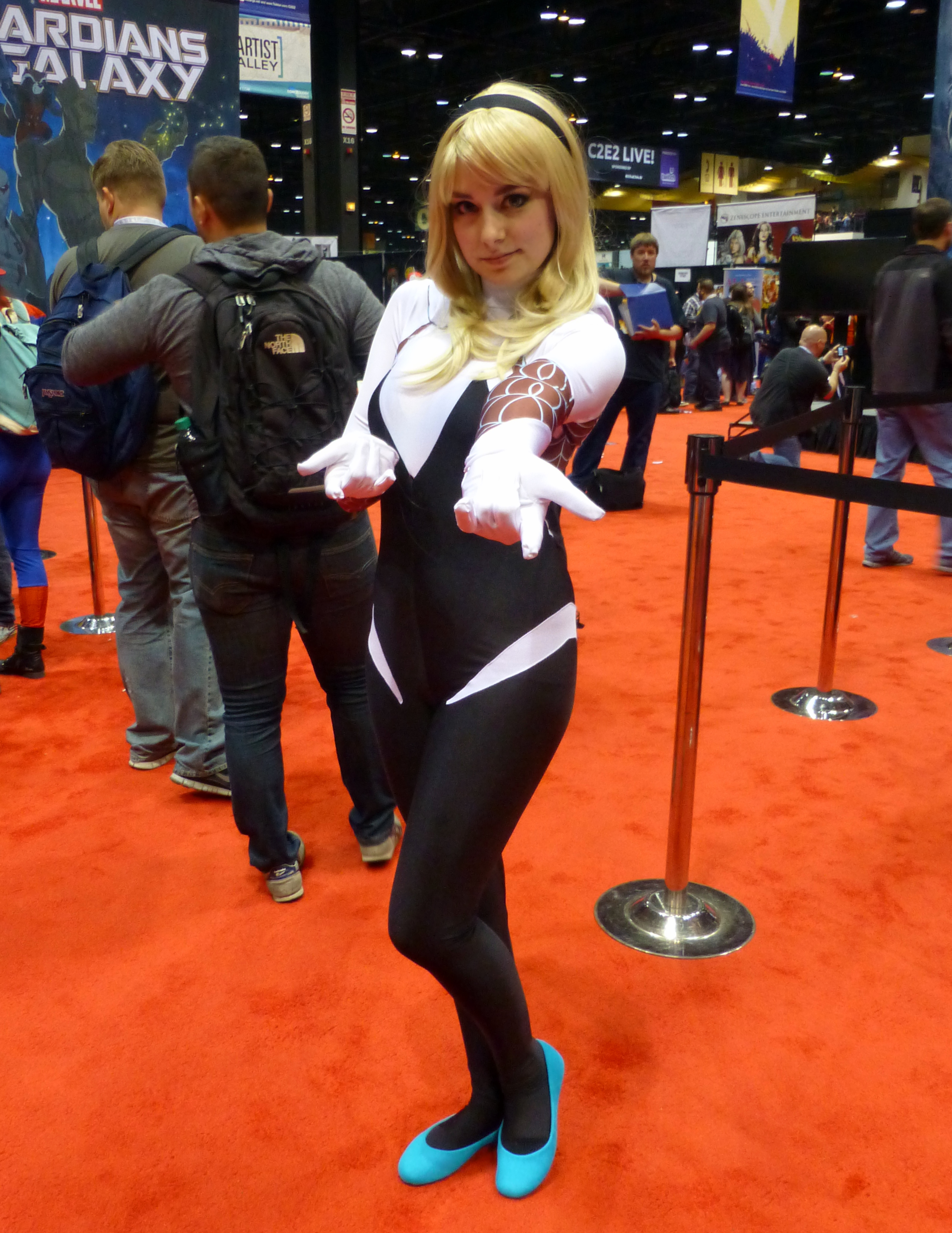
Cosplay de Spider-Gwen na Chicago Comic & Entertainment Expo (C2E2) 2015.

### Gwen-Aranha
No arco de histórias Aranhaverso, publicado entre 2014-5, foi introduzida uma Gwen Stacy que virou a Mulher-Aranha de seu universo, Terra-65, enquanto Peter Parker se tornou o Lagarto e morreu a combatendo. Essa Gwen eventualmente recebeu sua própria revista, Spider-Gwen (Gwen-Aranha).

### Era do Apocalipse
Na saga dos X-Men Era do Apocalipse, que se passa numa realidade alternativa, Gwen Stacy estava viva e era uma ajudante do Doutor Destino.

### Gwenpool
Devido à popularidade de Spider-Gwen, em junho de 2015 Marvel publicou capas variante para 20 de suas série atuais, que viu Gwen Stacy re-imaginado como outros personagens da Marvel, como o Doutor Estranho, Groot e Wolverine. Uma dessas variantes, para "Dead Secret Secret Secret Wars # 2", contou com um amálgama de Gwen Stacy e Deadpool apelidada de "Gwenpool", que acabou por ser especialmente popular entre os fãs. Como resultado, a Marvel produziu duas histórias apresentando Gwenpool como um personagem, uma história de apoio na série "Howard the Duck" e um one-shot "Gwenpool Holiday Special # 1". Escrita por Christopher Hastings e desenhada por Danilo Beyruth, a aparição em Howard the Duck revelava que Gwen na verdade não era uma versão de Gwen Stacy, mas "Gwen Poole", uma fã dos quadrinhos Marvel que acabou no universo de seus ídolos e decidiu se tornar heroína. Após a publicação do especial de Natal, unindo o texto de Hastings com os traços da dupla japonesa Gurihiru, uma série em andamento intitulada The Unbelievable Gwenpool, da mesma equipe criativa, foi anunciada, publicada entre 2016 e 2018.

## Em outras mídias

### Televisão
- Gwen Stacy foi deliberadamente excluída da série animada Homem-Aranha dos anos 90, pois os criadores sentiram que não podiam permitir que ela vivesse nem incluísse deliberadamente um personagem que iria morrer. Uma versão alternativa do personagem apareceu no final da série, interpretada por Mary Kay Bergman. A noiva da contraparte de uma versão tecnológica blindada Homem-Aranha neste universo paralelo, a versão principal do Homem-Aranha encontra Gwen pela primeira vez. Gwen desempenha um papel na luta contra o Carnificina-Aranha.
- Gwen Stacy aparece como personagem central em The Spectacular Spider-Man, interpretada por Lacey Chabert. Retratada como uma adolescente, esta versão é amiga de Peter Parker e Harry Osborn e é a filha de George Stacy. Ela escondeu sentimentos românticos por Peter, sendo machucada várias vezes quando ele manifestou interesse em outras garotas. Ao longo da primeira temporada, ela fica preocupada quando Harry se torna viciado em Gobulina Verde. No final da primeira temporada, ela beija Peter, deixando-os em uma posição desconfortável na segunda temporada. Apesar de seus sentimentos um pelo outro, Peter começa a namorar Liz Allan e ela namora Harry. No final da série, "Final Curtain", ela e Peter reconhecem como se sentem e concordam em romper com Harry e Liz. No entanto, após a morte aparente de Norman Osborn, Gwen permanece em um relacionamento com Harry, porque ela seria a única a cuidar dele.

### Cinema
- Gwen Stacy é interpretada por Bryce Dallas Howard em Homem-Aranha 3. Ela é uma modelo e parceira de laboratório de Peter Parker, que é resgatada pelo Homem-Aranha em um acidente com um guindaste. Durante a entrega da chave da cidade de Nova York ao Homem-Aranha, ela o beija de cabeça para baixo, deixando Mary Jane desconfortável. Ela também tem breve relacionamento com Eddie Brock, que acaba quando Peter Parker, sob a influência da simbionte, a rouba de Eddie e sai em um encontro com ela com o único propósito de provocar ciúme em Mary Jane. Percebendo isso, Gwen o deixa. Mais tarde ela é vista no funeral de Harry Osborn.
- The Amazing Spider-Man, que recomeçou as aventuras do Homem-Aranha desde a sua origem, reestabeleceu Gwen como namorada original, interpretada por Emma Stone. Ela se mostra atenciosa por cuidar de Peter logo que ele leva uma surra de Flash Thompson. Gwen trabalha como estagiária na Oscorp e tem o Dr. Curt Connors como o seu mentor. Ela é a única que sabe o segredo de Peter além do Dr. Connors. Ela começa a ficar mais próxima de Peter principalmente quando ele se torna o Homem-Aranha, cuidando dos ferimentos do herói. No final do filme, o Capitão Stacy pede a Peter que prometa ficar longe dela para sua própria segurança, terminando assim o curto namoro entre os dois. Na continuação O Espetacular Homem-Aranha 2: A Ameaça de Electro, ambos tentam reatar o relacionamento apesar de novos inimigos do Aranha e ela pensar em se mudar para Londres, eventualmente culminando na recriação da morte dos quadrinhos quando Harry Osborn tornado Duende Verde a joga do alto de uma torre de relógio, e a tentativa do Aranha de a salvar não a impedindo de bater no chão e quebrar o pescoço.

### Videogames
- Gwen Stacy aparece no jogo The Amazing Spider-Man, baseado no filme de 2012, com a voz de Kari Wahlgren.
- Gwen Stacy  é personagem jogável em Lego Marvel Super Heroes, novamente com a voz de Kari Wahlgren.

## Ligações Externas
- «Gwen Stacy no Marvel.com» (em inglês)